# Bematistes bertha
Bematistes bertha är en fjärilsart som beskrevs av André Vuillet 1891. Bematistes bertha ingår i släktet Bematistes och familjen praktfjärilar. Inga underarter finns listade i Catalogue of Life.